# Trygve Gulbranssen
Trygve Emanuel Gulbranssen (15. června 1894, Oslo - 10. října 1962, Eidsberg) byl norský spisovatel a novinář. Aktivně pracoval v norském sportovním hnutí a zaměřil se na sportovní činnost mládeže. Světové proslulosti získal románovou trilogií Věčně zpívají lesy (1933, Og bakom synger skogene), Vane vítr z hor (1934 Det blåser fra Dauingfjell) a Není jiné cesty (1935, Ingen vei går utenom). Jedná se o rodovou ságu z drsného norského selského prostředí. Romanticky v ní ale líčí severskou přírodu v kontrastu s tvrdým životem i vztahy venkovských Seveřanů.
Pocházel z chudých poměrů a od dětství pracoval, byl ilustrátorem a psal pro deník Idrætsliv. Jeho hlavním zaměstnáním bylo obchodování s tabákem, na sklonku života vedl farmu v Hobølu. V době německé okupace podporoval odbojové hnutí. Své knihy psal v jazyce bokmål, byly přeloženy do třiceti jazyků a prodalo se jich ve světě kolem dvanácti milionů výtisků. Gulbranssenův životopis napsal Tore Hoel.